# José Lasa
José Lasa Azpeitia (Las Palmas de Gran Canaria, 24 luglio 1973) è un ex cestista spagnolo.

## Palmarès

### Competizioni nazionali
- Campionato spagnolo: 2

Real Madrid: 1992-93, 1993-94
- Copa del Rey: 1

Real Madrid: 1993
- Coppa di Portogallo: 1

Oliveirense: 2003

### Competizioni internazionali
- Eurolega: 1

Real Madrid: 1994-95